# Antona semicirculata
Antona semicirculata là một loài bướm đêm thuộc phân họ Arctiinae, họ Erebidae.